# Euplectrus maculiventris
Euplectrus maculiventris är en stekelart som beskrevs av John Obadiah Westwood 1832. Euplectrus maculiventris ingår i släktet Euplectrus och familjen finglanssteklar. Inga underarter finns listade i Catalogue of Life.